# Рушецу
Рушецу (рум. Rușețu) — село у повіті Бузеу в Румунії. Адміністративний центр комуни Рушецу.
Село розташоване на відстані 105 км на північний схід від Бухареста, 37 км на південний схід від Бузеу, 142 км на північний захід від Констанци, 82 км на південний захід від Галаца, 147 км на південний схід від Брашова.

## Населення
За даними перепису населення 2002 року у селі проживали 4044 особи.
Національний склад населення села:
| Національність | Кількість осіб | Відсоток |
| -------------- | -------------- | -------- |
| румуни         | 3913           | 96,8%    |
| цигани         | 130            | 3,2%     |

Рідною мовою назвали:
| Мова      | Кількість осіб | Відсоток |
| --------- | -------------- | -------- |
| румунська | 4018           | 99,4%    |
| циганська | 26             | 0,6%     |